# Ignacy Gruszecki
Ignacy Gruszecki herbu Lubicz – podczaszy bełski w latach 1794–1795, w 1794 roku wybrany sędzią ziemiańskim krasnostawskim.
Był konsyliarzem województwa lubelskiego w konfederacji targowickiej. Wylegitymował się ze szlachectwa w Galicji Zachodniej w 1803 roku.